# Rachid Mekhloufi
Rachid Mekhloufi (mal orthographié Mekloufi), né le 12 août 1936 à Sétif (Algérie) et mort le 8 novembre 2024 à Courbevoie,, est un footballeur français et algérien évoluant au poste d'attaquant devenu ensuite entraîneur.
Joueur de l'AS Saint-Étienne dans les années 1950, il joue un rôle important dans le premier titre des Verts en 1957. Il quitte la France au printemps 1958, en pleine guerre d'Algérie pour participer à la création de l'équipe du FLN. Il joue ensuite entre 1961 et 1962 au Servette de Genève puis retourne dans le club stéphanois de 1963 à 1968. Il devient ensuite entraîneur-joueur au SEC Bastia jusqu'en 1970 avant d'être plusieurs fois sélectionneur de l'équipe d'Algérie dans les années 1970 et au début des années 1980. Second meilleur buteur de l'AS Saint-Etienne, il est considéré comme l'un des meilleurs joueurs algériens ayant évolué dans le championnat de France de football.
Au niveau international, il joue avec l'équipe de France en 1956, avant de rejoindre en 1958 l'équipe du FLN puis l'équipe d'Algérie. Il compte quatre sélections en équipe de France entre 1956 et 1957, quarante sélections en équipe du FLN entre 1958 et 1962, et onze sélections en équipe d'Algérie entre 1962 et 1968.

## Biographie

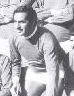
Mekhloufi avec l'équipe du FLN

Rachid Mekhloufi fait ses débuts en 1952 au club de l'USM Sétif anciennement Union Sportive Musulmane de Sétif. En 1954, à l’âge de 18 ans, et recommandé par Jean Snella, les recruteurs de l’AS Saint-Étienne viennent le chercher pour lui faire signer son premier contrat professionnel.  
Il jouait avec les Verts et il était reconnu comme l'un des meilleurs espoirs du football français. En 1957, il est Champion de France avec ce club, pour lequel il inscrit cette saison-là 25 buts. Titulaire indiscutable à l’ASSE, il porte quatre fois le maillot de l'équipe de France A entre 1956 et 1957. Le 14 juillet 1957, à Buenos Aires, il est également sacré champion du monde avec l’équipe de France militaire.
Il figure sur les tablettes du sélectionneur national en vue de la Coupe du monde 1958 devant se dérouler en Suède au mois de mai.
Au cours du printemps 1958, sa carrière prend  une tournure totalement inattendue. En effet, le 14 avril, en compagnie de Mokhtar Arribi (ex-lensois) et Abdelhamid Kermali (Olympique lyonnais), il rejoint la Tunisie via la Suisse afin de participer à la création de l’équipe du FLN.
La volonté de promouvoir pacifiquement la création d'un état indépendant algérien pendant la Guerre d'Algérie fédère de nombreux joueurs algériens qui jouent dans le championnat français. Avec l'équipe du FLN, Rachid dispute des matches de gala à travers le monde afin d'aider la cause algérienne.
En 1962, la Guerre d'Algérie s'achève et l'équipe du FLN se dissout en mars 1962. Mekhloufi  ne peut pas revenir tout de suite en France et se fait engager au Servette de Genève par l'ancien et futur entraîneur de Saint-Étienne, Jean Snella. Il suit alors Jean Snella en automne 1962 et retrouve ainsi les Verts. Certains s'inquiètent de la réaction du public face au retour du joueur mais cette dernière est positive.
Ayant rejoint Bastia en 1968 comme joueur, il y devient entraîneur-joueur en 1969. Il abandonne ensuite sa carrière de joueur pour devenir sélectionneur de l'équipe d'Algérie. Il est même brièvement président de la Fédération algérienne en 1988.
Il faut noter que Rachid Mekhloufi n'a jamais reçu de carton durant toute sa carrière sportive.
Rachid Mekhloufi a été à la tête de plusieurs initiatives pour le développement du football en Afrique et notamment en Algérie. Étant premier leader de la Fondation du FLN, il a notamment lancé depuis 2010 un grand projet de création de plusieurs écoles de football
.
En 2012, il est l'un des personnages clés du film documentaire d’Éric Cantona Les rebelles du football. Dans ce documentaire, il décrit son choix de contribuer à la lutte pour l'indépendance de l'Algérie par un moyen pacifique, celui de quitter une prestigieuse carrière sportive en France pour être parmi  le premier groupe constituant l'équipe de football du FLN à Tunis.
En 2013, il est nommé ambassadeur de l'ASSE. Il continue à promouvoir l'idée d'un football rempli d'humanité, véritable levier de développement en Afrique et source de solidarité et de paix dans le monde.
Il est aussi le grand-oncle de la poétesse Sabrina Desquiens-Mekhloufi . En 2014, généreusement, Rachid Mekhloufi contribue à la création du Musée de l'équipe de l'ASSE[réf. nécessaire].
En 2022, le magazine So Foot le classe dans le top 1000 des meilleurs joueurs du championnat de France, à la 25e place.
Il passe ses dernières années entre l'Algérie, la Tunisie et la France.
Il est mort le 8 novembre 2024 à Courbevoie et est inhumé le 10 novembre au cimetière d'El Alia à Alger,.

## Statistiques
| Saison                | Club                  | Championnat             | Championnat | Championnat | Coupe(s) nationale(s) | Coupe(s) nationale(s) | Compétition(s) continentale(s) | Compétition(s) continentale(s) | Compétition(s) continentale(s) | Total | Total |
| Saison                | Club                  | Division                | M.          | B.          | M.                    | B.                    | Comp.                          | M.                             | B.                             | M.    | B.    |
| 1952-1953             | USM Sétif             | Division d'Honneur      |             |             |                       |                       | -                              | -                              | -                              | 0     | 0     |
| 1953-1954             | USM Sétif             | Division d'Honneur      |             |             |                       |                       | -                              | -                              | -                              | 0     | 0     |
| 1954-1955             | AS Saint-Étienne      | Division Nationale      | 16          | 9           | 6                     | 4                     | -                              | -                              | -                              | 22    | 13    |
| 1955-1956             | AS Saint-Étienne      | Division Nationale      | 31          | 21          | 4                     | 0                     | -                              | -                              | -                              | 35    | 21    |
| 1956-1957             | AS Saint-Étienne      | Division Nationale      | 30          | 25          | 2                     | 1                     | -                              | -                              | -                              | 32    | 26    |
| 1957-1958             | AS Saint-Étienne      | Division Nationale      | 25          | 4           | 2                     | 0                     | -                              | 2                              | 1                              | 29    | 5     |
| 1962-1963             | Servette Genève       | Division Nationale      |             |             |                       |                       | -                              | 3                              | 2                              | 3     | 2     |
| 1962-1963             | AS Saint-Étienne      | Division Interrégionale | 20          | 14          | 6                     | 0                     | -                              | -                              | -                              | 26    | 14    |
| 1963-1964             | AS Saint-Étienne      | Division Nationale      | 34          | 16          | 1                     | 0                     | -                              | -                              | -                              | 35    | 16    |
| 1964-1965             | AS Saint-Étienne      | Division Nationale      | 32          | 8           | 5                     | 0                     | -                              | 2                              | 1                              | 39    | 9     |
| 1965-1966             | AS Saint-Étienne      | Division Nationale      | 38          | 21          | 1                     | 1                     | -                              | -                              | -                              | 39    | 22    |
| 1966-1967             | AS Saint-Étienne      | Division Nationale      | 38          | 12          | 3                     | 2                     | -                              | -                              | -                              | 41    | 14    |
| 1967-1968             | AS Saint-Étienne      | Division Nationale      | 30          | 7           | 4                     | 4                     | -                              | 4                              | 0                              | 38    | 11    |
| 1968-1969             | SÉC Bastia            | Division Nationale      | 33          | 13          | 1                     | 0                     | -                              | -                              | -                              | 34    | 13    |
| 1969-1970             | SÉC Bastia            | Division Nationale      | 34          | 7           | 9                     | 2                     | -                              | -                              | -                              | 43    | 9     |
| Total sur la carrière | Total sur la carrière | Total sur la carrière   | 361         | 157         | 44                    | 14                    | -                              | 11                             | 4                              | 416   | 175   |

## Palmarès joueur

### Joueur
- Champion du monde militaire en 1957 à Buenos Aires
- Champion de France en 1957, 1964, 1967 et 1968 avec l'AS Saint-Étienne
- Champion de Suisse en 1962 avec le Servette FC
- Vainqueur de la Coupe de France en 1968 avec l'AS Saint-Étienne
- Champion de France de D2 en 1963 avec l'AS Saint-Étienne
- Vainqueur du Challenge des champions en 1967 avec l'AS Saint-Étienne
- Vainqueur de la Coupe Charles Drago en 1955 avec l'AS Saint-Étienne

### Distinctions individuelles et record
- Étoile d'Or France Football du meilleur joueur du championnat de France en 1964, en 1966 et en 1967 avec l'AS Saint-Étienne
- 2e meilleur buteur de l'histoire de l'AS Saint-Étienne (151 buts toutes compétitions confondues) derrière Hervé Revelli (209 buts)[17].

## Entraîneur
| No | Date              | Stade, Ville, Pays                                                  | Adversaire         | Score              | Comp | Buteurs algériens                                                  |
| 1  | 24 novembre 1971  | Stade du 11 Juin Tripoli, Libye                                     | Libye              | 0 - 0              | A    |                                                                    |
| 2  | 8 décembre 1971   | Empire Stadium Gżira, Malte                                         | Malte              | 1 - 1              | A    | Fendi 15e                                                          |
| 3  | 1er janvier 1972  | Al-Shaab Stadium Bagdad, Irak                                       | Palestine          | 2 - 0              | CP   | Dahleb ?                                                           |
| 4  | 4 janvier 1972    | Al-Shaab Stadium Bagdad, Irak                                       | Qatar              | 3 - 0              | CP   | Tahar 5e, Salhi 33e, Betrouni 53e                                  |
| 5  | 8 janvier 1972    | Al-Shaab Stadium Bagdad, Irak                                       | Syrie              | 0 - 1              | CP   |                                                                    |
| 6  | 10 janvier 1972   | Al-Shaab Stadium Bagdad, Irak                                       | Yémen du Sud       | 4 - 1              | CP   | Hannachi 37e, Dali 41e 50e, Amar 72e                               |
| 7  | 12 janvier 1972   | Al-Shaab Stadium Bagdad, Irak                                       | Irak               | 3 - 1              | CP   | Dahleb ?                                                           |
| 8  | 13 janvier 1972   | Al-Shaab Stadium Bagdad, Irak                                       | Syrie              | 3 - 1              | CP   | Dahleb 19e, Salhi 68e 75e                                          |
| 9  | 2 mars 1972       | Stade du 20-Août-1955 Alger, Algérie                                | Guinée             | 1 - 0              | QCM  | Khalem 60e                                                         |
| 10 | 12 mars 1972      | Stade Olympique Conakry, Guinée                                     | Guinée             | 5 - 1              | QCM  | Gamouh 68e                                                         |
| 11 | 15 mars 1972      | Stade du 20-Août-1955 Alger, Algérie                                | Malte              | 1 - 0              | A    | Boussadia 41e                                                      |
| 12 | 5 juin 1972       | Stade olympique d'El Menzah Tunis, Tunisie                          | Tunisie            | 3 - 1              | A    | Gamouh 50e                                                         |
| 13 | 24 août 1975      | stade du 5-Juillet-1962 Alger, Algérie                              | France             | 2-0                | JM   | Draoui 5' , Ighili 42'                                             |
| 14 | 26 août 1975      | stade du 5-Juillet-1962 Alger, Algérie                              | Grèce              | 5 - 0              | JM   | Draoui , Abdelaziz Safsafi , Omar Betrouni (but contre son camp ?) |
| 15 | 29 août 1975      | stade du 5-Juillet-1962 Alger, Algérie                              | Égypte             | 1 - 0              | JM   | Draoui 85e                                                         |
| 16 | 31 août 1975      | stade du 5-Juillet-1962 Alger, Algérie                              | Libye              | 2 - 0              | JM   | Keddou 5                                                           |
| 17 | 4 septembre 1975  | stade du 5-Juillet-1962 Alger, Algérie                              | Tunisie            | 2 - 1              | JM   | Naïm 62e Draoui 96e                                                |
| 18 | 6 septembre 1975  | stade du 5-Juillet-1962 Alger, Algérie                              | France             | 3 - 2              | JM   | Kaoua Mokhtar , Omar Betrouni , Rabah Menguelti                    |
| 19 | 28 décembre 1975  | Stade du Prince Faisal bin Fahd Riyad, Arabie saoudite              | Autriche           | 2 - 0              | A    |                                                                    |
| 20 | 31 décembre 1975  | Stade du Prince Faisal bin Fahd Riyad, Arabie saoudite              | Turquie            | 1 - 0              | A    |                                                                    |
| 21 | 2 janvier 1976    | Stade du Prince Faisal bin Fahd Riyad, Arabie saoudite              | Italie Ol          | 1 - 1              | A    | Draoui 30e                                                         |
| 22 | 4 janvier 1976    | Stade du Prince Faisal bin Fahd Riyad, Arabie saoudite              | Égypte             | 1 - 0              | A    | Betrouni 41e                                                       |
| 23 | 6 janvier 1976    | Stade du Prince Faisal bin Fahd Riyad, Arabie saoudite              | Arabie saoudite    | 3 - 1              | A    | Draoui 20e 65e, Safsafi 79e                                        |
| 24 | 24 février 1976   | Stade du 5 Juillet 1962 Alger, Algérie                              | Yougoslavie        | 1 - 2              | A    |                                                                    |
| 25 | 2 mars 1976       | Stade du 5 Juillet 1962 Alger, Algérie                              | Suède              | 0 - 2              | A    |                                                                    |
| 26 | 1er avril 1976    | Stade du 5 Juillet 1962 Alger, Algérie                              | Libye              | 1 - 0              | QCM  | Betrouni 83e                                                       |
| 27 | 16 avril 1976     | Stade du 11 Juin Tripoli, Libye                                     | Libye              | 0 - 0              | QCM  |                                                                    |
| 28 | 21 avril 1976     | Stadion der Freundschaft Cottbus, République démocratique allemande | Allemagne de l'Est | 5 - 0              | A    |                                                                    |
| 29 | 2 mai 1976        | Stade du 5 Juillet 1962 Alger, Algérie                              | Guinée             | 1 - 2              | A    | Rabet 26e                                                          |
| 30 | 8 septembre 1976  | Stade du 11 Juin Tripoli, Libye                                     | Libye              | 0 - 1              | A    | Griche 39e                                                         |
| 31 | 10 septembre 1976 | Stade du 11 Juin Tripoli, Libye                                     | Libye              | 1 - 0              | A    |                                                                    |
| 32 | 10 octobre 1976   | Stade Qemal-Stafa Tirana, Albanie                                   | Albanie            | 3 - 0              | A    |                                                                    |
| 33 | 1er novembre 1976 | Stade du 5 Juillet 1962 Alger, Algérie                              | Libye              | 2 - 0              | A    | Douadi 8e,Betrouni 28e                                             |
| 34 | 11 janvier 1977   | Stade du 5 Juillet 1962 Alger, Algérie                              | Bulgarie           | 1 - 1              | A    | Griche 87e                                                         |
| 35 | 6 février 1977    | Stade olympique d'El Menzah Tunis, Tunisie                          | Tunisie            | 2 - 0              | QCM  |                                                                    |
| 36 | 17 février 1977   | Stade du 5 Juillet 1962 Alger, Algérie                              | Kenya              | 4 - 1              | QCAN | Baileche 5e 69e, Betrouni 12e, Tlemçani 45e (pen.)                 |
| 37 | 28 février 1977   | Stade du 5 Juillet 1962 Alger, Algérie                              | Tunisie            | 1 - 1              | QCM  | Guendouz 34e                                                       |
| 38 | 13 mars 1977      | Nyayo National Stadium Nairobi, Kenya                               | Kenya              | 2 - 1              | QCAN | Ighili 22e                                                         |
| 39 | 1er mai 1977      | Stade du 5 Juillet 1962 Alger, Algérie                              | Sénégal            | 2 - 0              | A    | Bencheikh 28e, Fergani 43e                                         |
| 40 | 10 juin 1977      | Stade du 5 Juillet 1962 Alger, Algérie                              | Zambie             | 2 - 0              | QCAN | Ali Messaoud 2e, Ighili 74e                                        |
| 41 | 26 juin 1977      | Independence Stadium Lusaka, Zambie                                 | Zambie             | 2 - 0              | QCAN |                                                                    |
| 42 | 21 février 1978   | Al-Shaab Stadium Bagdad, Iraq                                       | Irak               | 3 - 0              | A    |                                                                    |
| 43 | 23 février 1978   | Al-Shaab Stadium Bagdad, Iraq                                       | Irak               | 1 - 0              | A    |                                                                    |
| 44 | 26 février 1978   | Stade des Abbassides Damas, Syria                                   | Syrie              | 0 - 1              | A    | Belkedrouci 50e                                                    |
| 45 | 2 juillet 1978    | stade du 5-Juillet-1962 Alger, Algérie                              | Irak               | 1 - 1              | A    | Horr 73e                                                           |
| 46 | 4 juillet 1978    | stade du 5-Juillet-1962 Alger, Algérie                              | Irak               | 0 - 0              | A    |                                                                    |
| 47 | 13 juillet 1978   | stade du 5-Juillet-1962 Alger, Algérie                              | Égypte             | 1 - 1              | FJA  | Assad 17e (pen.)                                                   |
| 48 | 18 juillet 1978   | stade du 5-Juillet-1962 Alger, Algérie                              | Libye              | 2 - 1              | FJA  | Belkedrouci 10e, Bencheikh 73e                                     |
| 49 | 22 juillet 1978   | stade du 5-Juillet-1962 Alger, Algérie                              | Malawi             | 3 - 0              | FJA  | Betrouni 51e, Aouis 54e, Kouici 59e                                |
| 50 | 25 juillet 1978   | stade du 5-Juillet-1962 Alger, Algérie                              | Ghana              | 2 - 0              | FJA  | Ighili 57e, Belkedrouci 62e                                        |
| 51 | 28 juillet 1978   | stade du 5-Juillet-1962 Alger, Algérie                              | Nigeria            | 1 - 0              | FJA  | Bencheikh 33e                                                      |
| 52 | 22 octobre 1978   | Silver Stadium Lilongwe, Malawi                                     | Malawi             | 1 - 1              | A    | Ighili 27e                                                         |
| 53 | 24 octobre 1978   | Kamuzu Stadium Blantyre , Malawi                                    | Malawi             | 2 - 1              | A    | Belkedrouci 72e                                                    |
| 54 | 28 octobre 1978   | Independence Stadium Lusaka, Zambie                                 | Zambie             | 0 - 3              | A    | Assad 1re, Ighili 18e, Horr 89e                                    |
| 55 | 17 novembre 1978  | stade du 5-Juillet-1962 Alger, Algérie                              | Congo              | 3 - 0              | A    | Belloumi 8e, Belkedrouci 28e, Aouis 81e                            |
| 56 | 21 février 1979   | stade du 5-Juillet-1962 Alger, Algérie                              | Pologne            | 0 - 1              | A    |                                                                    |
| 57 | 28 février 1979   | Bursa Atatürk Bursa, Turquie                                        | Turquie            | 0 - 1              | A    | Guemri 76e                                                         |
| 58 | 5 avril 1979      | stade du 5-Juillet-1962 Alger, Algérie                              | Mali               | 1 - 0              | QJO  | Belloumi 60e                                                       |
| 59 | 22 avril 1979     | Stade omnisports Modibo-Keïta Bamako, Mali                          | Mali               | 1 - 0 ( 2 - 4 )Tab | QJO  |                                                                    |

## Palmarès

### En club
- Vainqueur de la Coupe du Liban en 1997, 1998 avec le Nejmeh Sporting Club

- Finaliste de la Coupe de Tunisie en 1993 avec le AS La Marsa

### Avec l'équipe d'Algérie
- Médaille d'Or aux Jeux méditerranéens en 1975 à Alger
- Médaille d'Or aux Jeux Africains en 1978 à Alger
- Participation à la Coupe du Monde en 1982 (premier tour)